# Стреховці
Стреховці (словен. Strehovci) — поселення в общині Добровник, Помурський регіон, Словенія. Висота над рівнем моря: 175,9 м.